# Квалификације за Свјетско првенство у фудбалу 2022 — УЕФА бараж
Квалификације за Свјетско првенство у фудбалу 2022 — УЕФА бараж био је други и последњи круг УЕФА квалификација за Свјетско првенство 2022. Учествовало је 12 репрезентација: десет другопласираних из десет група у првом кругу квалификација, као и двије најбоље пласиране екипе из Лиге нација 2020/21. које нијесу заузеле једно од прва два мјеста у једној од група у оквиру квалификација. Екипе су биле подијељене у три стазе са по четири тима, гдје су играли полуфинале и финале по једну утакмицу, а побједници сваке стазе, укупно три репрезентације, пласирале су се на Свјетско првенство. Утакмице су игране у марту и јуну 2022.

## Формат
Формат квалификација потврђен је на састанку Извршног комитета Уефе у Ниону 4. децембра 2019. Плеј-оф је дјелимично зависио од резултата из Лиге нација 2020/21, али у мањој мјери него плеј-оф у оквиру квалификација за Европско првенство 2020.
За разлику од плеј-офа у квалификацијама за претходна Свјетска првенства, није се играло по систему плеј-офа од двије утакмице, већ су тимови били подијељени у три групе од четири екипе, гдје су играли полуфинале и финале по једну утакмицу, а побједници група су се пласирали на Свјетско првенство. Полуфинала су се играла 24. марта, а финала 29. марта; домаћини у полуфиналу били су шест најбоље рангираних репрезентација које су у квалификацијама завршиле на другом мјесту, док су домаћини финала одлучени жријебом.
Пошто је и у полуфиналу и финалу играна по једна утакмица, уколико је утакмица завршена неријешено у регуларном дијелу, играни су продужеци два пута по 15 минута, а уколико је утакмица завршена неријешено и након продужетака изводили су се Једанаестерци. Било је дозвољено по пет измјена у регуларном дијелу и шеста измјена у продужецима. Извршни комитет Уефе је у децембру 2019. дозволио употребу ВАР система у комплетним квалификацијама, укључујући и бараж.

## Учесници баража
У бараж се пласирало 12 репрезентација, десет другопласираних из свих десет група у квалификацијама и двије најбоље пласиране екипе из Лиге нација 2020/21. које нијесу завршиле на једној од прве двије позиције у групи у оквиру квалификација.

### Другопласиране репрезентације
Десет другопласираних репрезентација из свих десет група у оквиру квалификација, пласирале су се у бараж. Шест најбоље рангираних екипа били су носиоци на жријебу и играли су кући у полуфиналу.
|     | Група | Репрезентација        | ИГ | П | Н | И | ГД | ГП | ГР  | Б  |
| --- | ----- | --------------------- | -- | - | - | - | -- | -- | --- | -- |
| 1.  | А     | Португалија           | 8  | 5 | 2 | 1 | 17 | 6  | +11 | 17 |
| 2.  | Ф     | Шкотска               | 8  | 5 | 2 | 1 | 14 | 7  | +7  | 17 |
| 3.  | Ц     | Италија               | 8  | 4 | 4 | 0 | 13 | 2  | +11 | 16 |
| 4.  | Х     | Русија                | 8  | 5 | 1 | 2 | 14 | 5  | +9  | 16 |
| 5.  | Б     | Шведска               | 8  | 5 | 0 | 3 | 12 | 6  | +6  | 15 |
| 6.  | Е     | Велс                  | 8  | 4 | 3 | 1 | 14 | 9  | +5  | 15 |
| 7.  | Г     | Турска                | 8  | 4 | 3 | 1 | 18 | 16 | +2  | 15 |
| 8.  | И     | Пољска                | 8  | 4 | 2 | 2 | 18 | 10 | +8  | 14 |
| 9.  | Ј     | Сјеверна Македонија}} | 8  | 3 | 3 | 2 | 14 | 11 | +3  | 12 |
| 10. | Д     | Украјина              | 8  | 2 | 6 | 0 | 11 | 8  | +3  | 12 |

### Побједници група Лиге нација
На основу укупне позиције у Лиги нација 2020/21, двије најбоље рангиране екипе које нијесу завршиле на једној од прве двије позиције у својој групи у квалификацијама, пласирале су се у бараж.
| Легенда |
| --- |
| Репрезентације које су се квалификовале кроз квалификације                                                         |
| Репрезентација која иде у бараж након квалификација                                                                |
| Побједници група Лиге нација који иду у бараж након што нису завршили на првом или другом мјесту у квалификацијама |

| Репрезентација | Поз. |
| -------------- | ---- |
| Француска      | 1    |
| Шпанија        | 2    |
| Италија        | 3    |
| Белгија        | 4    |

| Репрезентација | Поз. |
| -------------- | ---- |
| Велс           | 17   |
| Аустрија       | 18   |
| Чешка          | 19   |
| Мађарска       | 20   |

| Репрезентација | Поз. |
| -------------- | ---- |
| Словенија      | 33   |
| Црна Гора      | 34   |
| Албанија       | 35   |
| Јерменија      | 36   |

| Репрезентација | Поз. |
| -------------- | ---- |
| Гибралтар      | 49   |
| Фарска Острва  | 50   |

## Жријеб
Након завршетка УЕФА квалификација, у бараж се пласирало 12 репрезентација, које су биле подијељене у три стазе са по четири тима на жријебу који је одржан 26. новембра 2021. године, у Цириху. На жријебу се примјењивало неколико процедура:
- Шест тимова који су били носиоци било је означено бројевима од 1 до 6 у секцији домаћина за полуфинале.
- Шест тимова који нијесу били носиоци било је означено бројевима од 1 до 6 у секцији гостију за полуфинале.
- У стази А били су смјештени полуфиналисти 1 и 2, а побједници полуфинала пласирали су се у финале.
- У стази Б били су смјештени полуфиналисти 3 и 4, а побједници полуфинала пласирали су се у финале.
- У стази Ц били су смјештени полуфиналисти 5 и 6, а побједници полуфинала пласирали су се у финале.
- Домаћини у финалима одређени су жријебом.

Из политичких разлога повезаних са Руско-украјинским ратом, Русија и Украјина нијесу могле да буду извучене у истој стази. Да су се пласирали у бараж, због Сукоба у Нагорно-Карабаху и рата, Јерменија и Азербејџан такође не би могли да буду извучени у истој стази; због политичког статуса Гибралтара, који Шпанија сматра својом колонијом, Шпанија и Гибралтар не би могли да буду извучени у истој стази; након једностраног проглашења независности Косова, Србија и Косово, као и Русија и Косово, не би могли да буду извучени у истој стази, а због политичког система и реакција на једнострано проглашење независности, Босна и Херцеговина такође не би могла да буде извучена у истој стази са Косовом.
Шест најбоље рангираних другопласираних репрезентација били су носиоци, док преостале четири другопласиране репрезентације и двије репрезентације из Лиге нација нијесу били носиоци.
| Поз. | Репрезентација |
| ---- | -------------- |
| 1    | Португалија    |
| 2    | Шкотска        |
| 3    | Италија        |
| 4    | Русија         |
| 5    | Шведска        |
| 6    | Велс           |

| Поз.  | Репрезентација      |
| ----- | ------------------- |
| 7     | Турска              |
| 8     | Пољска              |
| 9     | Сјеверна Македонија |
| 10    | Украјина            |
| ЛН—18 | Аустрија            |
| ЛН—19 | Чешка               |

## Утицај инвазије Русије на Украјину
Инвазија Русије на Украјину, која је почела 24. фебруара 2022, мјесец дана прије полуфинала, утицала је на стазе А и Б у баражу.
ФИФА је суспендовала Русију 28. фебруара, а 8. јануара је објављено да је Пољска, која је требало да игра против Русије у полуфиналу, директно прошла у финале стазе Б. Захтјев Фудбалског савеза Русије да се суспензија привремено укине, одбио је Суд за спортску арбитражу 18. марта. ФИФА је првобитно 27. фебруара донијела одлуку да Русија може да наступа али под називом Фудбалски савез Русије, без заставе и химне, као и да домаће утакмице игра на неутралном терену, без гледалаца. Фудбалски савези три репрезентације са којима је Русија била у истој стази (Чешка, Пољска и Шведска), одбили су да играју против Русије на било којој локацији, при чему су остали и након што је ФИФА објавила одлуку по којој Русији дозвољава учешће.
У стази А, након захтјева Фудбалског савеза Украјине, ФИФА је 8. марта одложила полуфиналну утакмицу између Украјине и Шкотске за јун 2022. године, док је одлучено да се друга полуфинална утакмица у оквиру стазе А игра у планираном термину у марту.

## Распоред
Четири полуфиналне утакмице игране су 24. марта, док су два финала играна 29. марта 2022. године. У стази А, због инвазије Русије на Украјину, полуфинална утакмица између Украјине и Шкотске играна је 1. јуна, док је финале играно 5. јуна. Првобитни распоред је потврђен 26. новембра 2021. након жријеба. Као дио распореда Уефе, поражени тимови у полуфиналу у свакој стази, играли су међусобно пријатељску утакмицу на дан финала.

## Стаза А

### Резултати
|  | Полуфинале | Полуфинале |      |   | Финале | Финале |
|  |            |            |      |   |        |        |
|  |            |            |      |   |        |        |
|  |            |            |      |   |        |        |
|  | Велс       | 2          |      |   |        |        |
|  | Велс       | 2          |      |   |        |        |
|  | Аустрија   | 1          |      |   |        |        |
|  | Аустрија   | 1          | Велс | 1 |        |        |
|  |            |            | Велс | 1 |        |        |
|  |            | Украјина   | 0    |   |        |        |
|  | Шкотска    | Украјина   | 0    | 1 |        |        |
|  | Шкотска    |            |      | 1 |        |        |
|  | Украјина   | 3          |      |   |        |        |
|  | Украјина   | 3          |      |   |        |        |

| Тим #1     | Резултат | Тим #2   |
| ---------- | -------- | -------- |
| Полуфинале |          |          |
| Шкотска    | 1 : 3    | Украјина |
| Велс       | 2 : 1    | Аустрија |
| Финале     |          |          |
| Велс       | 1 : 0    | Украјина |

### Полуфинале
| Велс          | 2 : 1     | Аустрија         |
| ------------- | --------- | ---------------- |
| Бејл 25’, 51’ | Извјештај | Дејвис 65’ (аг.) |

| Шкотска       | 1 : 3     | Украјина                                     |
| ------------- | --------- | -------------------------------------------- |
| Макгрегор 79’ | Извјештај | Јармоленко 33’ · Јаремчук 49’ · Довбик 90+5’ |

### Финале
| Велс     | 1 : 0     | Украјина |
| -------- | --------- | -------- |
| Бејл 34’ | Извјештај |          |

## Стаза Б

### Резултати
|  | Полуфинале      | Полуфинале |   |   | Финале | Финале |
|  |                 |            |   |   |        |        |
|  |                 |            |   |   |        |        |
|  |                 |            |   |   |        |        |
|  | Русија          |            |   |   |        |        |
|  |                 |            |   |   |        |        |
|  | Пољска          |            |   |   |        |        |
|  | Пољска          | 2          |   |   |        |        |
|  | Пољска          | 2          |   |   |        |        |
|  |                 | Шведска    | 0 |   |        |        |
|  | Шведска (прод.) | Шведска    | 0 | 1 |        |        |
|  | Шведска (прод.) |            |   | 1 |        |        |
|  | Чешка           | 0          |   |   |        |        |
|  | Чешка           | 0          |   |   |        |        |

| Тим #1     | Резултат         | Тим #2  |
| ---------- | ---------------- | ------- |
| Полуфинале |                  |         |
| Русија     | [ н 3 ]          | Пољска  |
| Шведска    | 1 : 0 (п. с. н.) | Чешка   |
| Финале     |                  |         |
| Пољска     | 2 : 0            | Шведска |

### Полуфинале
| Русија | отказано  | Пољска |
| ------ | --------- | ------ |
|        | Извјештај |        |

| Шведска      | 1 : 0 (прод.) | Чешка |
| ------------ | ------------- | ----- |
| Квајсон 110’ | Извјештај     |       |

#### Финале
| Пољска                                 | 2 : 0     | Шведска |
| -------------------------------------- | --------- | ------- |
| Левандовски 50’ (пен.) · Зјелињски 72’ | Извјештај |         |

## Стаза Ц

### Резултати
|  | Полуфинале          | Полуфинале          |             |   | Финале | Финале |
|  |                     |                     |             |   |        |        |
|  |                     |                     |             |   |        |        |
|  |                     |                     |             |   |        |        |
|  | Португалија         | 3                   |             |   |        |        |
|  | Португалија         | 3                   |             |   |        |        |
|  | Турска              | 1                   |             |   |        |        |
|  | Турска              | 1                   | Португалија | 2 |        |        |
|  |                     |                     | Португалија | 2 |        |        |
|  |                     | Сјеверна Македонија | 0           |   |        |        |
|  | Италија             | Сјеверна Македонија | 0           | 0 |        |        |
|  | Италија             |                     |             | 0 |        |        |
|  | Сјеверна Македонија | 1                   |             |   |        |        |
|  | Сјеверна Македонија | 1                   |             |   |        |        |

| Тим #1      | Резултат | Тим #2              |
| ----------- | -------- | ------------------- |
| Полуфинале  |          |                     |
| Италија     | 0 : 1    | Сјеверна Македонија |
| Португалија | 3 : 1    | Турска              |
| Финале      |          |                     |
| Португалија | 2 : 0    | Сјеверна Македонија |

### Полуфинале
| Италија | 0 : 1     | Сјеверна Македонија |
| ------- | --------- | ------------------- |
|         | Извјештај | Трајковски 90+2’    |

| Португалија                         | 3 : 1     | Турска     |
| ----------------------------------- | --------- | ---------- |
| Отавио 15’ · Жота 42’ · Нуњеш 90+4’ | Извјештај | Јилмаз 65’ |

### Финале
| Португалија        | 2 : 0     | Сјеверна Македонија |
| ------------------ | --------- | ------------------- |
| Фернандес 32’, 65’ | Извјештај |                     |

## Листа стријелаца
3 гола
| - Гарет Бејл |

2 гола
| - Бруно Фернандес |

1 гол
| - Пјотр Зјелињски - Роберт Левандовски - Диого Жота - Матеуш Нуњеш | - Отавио Едмилсон - Александар Трајковски - Бурак Јилмаз - Андриј Јармоленко | - Артем Довбик - Роман Јаремчук - Робин Квајсон - Калум Макгрегор |

Аутогол
| - Бен Дејвис (против Аустрије) |

## Картони
Играч је могао да буде суспендован за наредну утакмицу која је по распореду у неколико случајева:
- Уколико добије црвени картон (суспензија за добијени црвени картон може да буде већа у случају тежих прекршаја)
- Уколико добије два жута картона на двије различите утакмице у групној фази квалификација (суспензија се рачуна само за полуфинале баража, али не и за финале, уколико је играч имао жути картон из групне фазе и добио жути картон у полуфиналу. Такође, играчи нијесу преносили картоне на Свјетско првенство или било које наредно такмичење)

На дан 17. јануара 2022. након захтјева Уефе, ФИФА је објавила да се поништавају сви жути картони које су играчи добили у групној фази, како би се избјегла ситуација да играч буде суспендован у финалу баража због ако добије жути картон у полуфиналу. Ипак, нијесу поништени картони играчима који су групну фазу завршили са два жута картона и били су суспендовани за полуфинале.
На крају групне фазе, неколико играча је добило други жути картон и нијесу могли да играју у полуфиналу.
| Тим                 | Играч              | Картон(и)                                                                                           | Суспензија                                   |
| ------------------- | ------------------ | --------------------------------------------------------------------------------------------------- | -------------------------------------------- |
| Сјеверна Македонија | Елиф Ељмас         | на утакмици против Њемачке (31. март 2021.) · на утакмици против Исланда (14. новембар 2021.)       | за утакмицу против Италије (24. март 2022.)  |
| Сјеверна Македонија | Тихомир Костадинов | на утакмици против Јерменије (11. новембар 2021.) · на утакмици против Исланда (14. новембар 2021.) | за утакмицу против Италије (24. март 2022.)  |
| Пољска              | Матеуш Клих        | на утакмици против Андоре (12. новембар 2021.) · на утакмици против Мађарске (15. новембар 2021.)   | за утакмицу против Шведске (29. март 2022.)  |
| Португалија         | Жоао Кансело       | на утакмици против Луксембурга (12. октобар 2021.) · на утакмици против Србије (14. новембар 2021.) | за утакмицу против Турске (24. март 2022.)   |
| Португалија         | Ренато Саншес      | на утакмици против Луксембурга (12. октобар 2021.) · на утакмици против Србије (14. новембар 2021.) | за утакмицу против Турске (24. март 2022.)   |
| Шведска             | Златан Ибрахимовић | на утакмици против Грузије (25. март 2021.) · на утакмици против Шпаније (14. новембар 2021.)       | за утакмицу против Чешке (24. март 2022.)    |
| Шведска             | Емил Крафт         | на утакмици против Шпаније (2. септембар 2021.) · на утакмици против Шпаније (14. новембар 2021.)   | за утакмицу против Чешке (24. март 2022.)    |
| Велс                | Џо Морел           | на утакмици против Естоније (8. септембар 2021.) · на утакмици против Белгије (16. новембар 2021.)  | за утакмицу против Аустрије (24. март 2022.) |

Прије него што је Русија суспендована из баража, двојица фудбалера су због картона требала да пропусте утакмицу у полуфиналу.
| Тим    | Играч              | Картон(и)                                                                                  | Суспензија                               |
| ------ | ------------------ | ------------------------------------------------------------------------------------------ | ---------------------------------------- |
| Русија | Александар Головин | на утакмици против Словеније (27. март 2021.) · на утакмици против Хрватске (14. 11. 2021) | за утакмицу против Пољске (24. 3. 2022.) |
| Русија | Фјодор Смолов      | на утакмици против Кипра (4. септембар 2021.) · на утакмици против Хрватске (14. 11. 2021) | за утакмицу против Пољске (24. 3. 2022.) |